# Oriol Pla
Pour les articles homonymes, voir Pla.
Oriol Pla, né le 17 avril 1993 à Barcelone, est un acteur catalan.

## Biographie
Né à Barcelone, il fait ses études à l'Institut del Teatre de la ville. Il commence sa carrière d'acteur à la télévision, dans  El cor de la ciutat, série à succès de la chaîne publique catalane TV3. 
En 2013, il participe au téléfilm historique Ebro, de la cuna a la batalla, sur la Leva del biberón. 
En 2017, il joue dans le film Incerta glòria d'Agustí Villaronga, avec Bruna Cusí, Marcel Borràs et Núria Prims pour lequel il remporte son premier Prix Gaudí.  
Il remporte son deuxième Gaudí en 2018 avec Petra de Jaime Rosales, avec notamment Marisa Paredes, sélectionné à la Quinzaine des Réalisateurs du Festival de Cannes 2018. La même année, il tourne avec Michelle Jenner dans une publicité pour la bière Estrella Damm. 
En 2024, il joue le rôle titre de la série Yo, adicto de Javier Giner et Aitor Gabilondo pour Disney+ et dans le film Salve Maria de la réalisatrice Mar Coll, adapté du livre Pas les mères de l'écrivaine basque Katixa Agirre, aux côtés de la jeune actrice Laura Weissmahr, pour lequel il est nommé pour le prix Gaudi du meilleur acteur dans un second rôle. 

## Filmographie

### Cinéma
- 2015 : Truman de Cesc Gay

- 2017 : 
  - No sé decir adiós : Coco
  - Incerta glòria d'Agustí Villaronga : Soleràs   (Prix Gaudí)
- 2018 : Petra : Pau (Prix Gaudí)
- 2022 : Les Tournesols sauvages : Oscar
- 2023 : Creatura : Marcel
- 2024 : Salve Maria : Nico

### Télévision
- 2008-2009 : El cor de la ciutat (série télévisée)
- 2015-2017 : Philo (série télévisée)
- 2016 : Ebro, de la cuna a la batalla (téléfilm)
- 2018 : El día de mañana : Justo Gil (série télévisée)
- 2020-2021 : Dime quién soy : Pierre Comte (série télévisée)
- 2024 : Yo, adicto : Javi (série télévisée)

## Distinctions

### Récompenses
- Prix Gaudí 2018 : meilleur acteur dans un rôle secondaire pour Incierta gloria[2]
- Prix Gaudí 2019 : meilleur acteur dans un rôle secondaire pour Petra[10]
- 2019 : Prix Ondas : meilleur interprète de fiction pour son rôle dans El día de mañana
- 2025 : 12e cérémonie des prix Feroz : meilleur acteur pour Yo, adicto

### Nominations
- 2018 : 5e cérémonie des prix Feroz : Meilleur acteur dans un second rôle au cinéma pour son rôle dans Incierta gloria
- 2019 : 6e cérémonie des prix Feroz : meilleur acteur de télévision pour son rôle dans El día de mañana
- 2023 : 10e cérémonie des prix Feroz : Meilleur acteur dans un second rôle pour Les Tournesols sauvages
- Prix Gaudí 2023 : Meilleur acteur pour Les Tournesols sauvages
- Prix Gaudí 2025 : Meilleur acteur dans un second rôle pour Salve María